# Nagymező utca
A Nagymező utca egy fontos útvonal Budapest VI. kerületében.
Az itt működő színházak nagy száma miatt gyakran illetik „a pesti Broadway” becenévvel. Itt működik a Radnóti Miklós Színház, a Mikroszkóp Színpad, a Thália Színház, a Tivoli Színház és a Budapesti Operettszínház is. A kulturális élet egyéb intézményei közül itt található a Mai Manó Galéria a Magyar Fotográfusok Házában és a volt Ernst Múzeum is. Az utcában van még a népszerű Moulin Rouge szórakozóhely, a volt Terézvárosi Telefonközpont épülete, a Merkúr Palota, a Bartók Béla Konzervatórium és a terézvárosi római katolikus plébániatemplom is.
Az utcában több más műemlék jellegű épület is található.
A Mozsár utcától a Paulay Ede utcáig terjedő része az Andrássy út és történelmi környezete világörökségi terület része, tovább a Király utcáig a páratlan oldala a terület határa.

## Fekvése
A Nagymező utca a Király utca 53.-tól a Bajcsy-Zsilinszky út 45.-ig fut. Átszeli az Andrássy utat.

## Története
Az elnevezés arra utal, hogy a 18. században itt egy nagy mező terült el. Az utca neve az 1720-as években Feld Gasse, majd 1853-tól Grosse Feld Gasse volt; az utca a német nyelvű utcanév magyar nyelvű tükörfordításából származó mai nevét 1874 óta viseli.

### Megközelítése
Az utca teljes hosszában kétirányú, a Klauzál tértől indul és a Király utca keresztezése után egészen a Bajcsy-Zsilinszky úti torkolatáig 2x1 sávos, kivéve az Andrássy út és a Mozsár utcai kereszteződések közti rövid, mesterségesen csillapított forgalmú szakaszt, ahol az utca „pesti Broadwaynek” nevezett része található.
A közösségi közlekedés tekintetében A Bajcsy-Zsilinszky úti végétől a Király utcai kereszteződésig tartó szakaszán sűrűn jár a 70-es és a 78-as trolibusz. A Bajcsy Zsilinszky úthoz közeli szakasz 72-es és 73-as trolibuszokkal, az Andrássy úti környéke pedig a Millenniumi Földalatti Vasúttal is megközelíthető.

## Fontosabb épületei

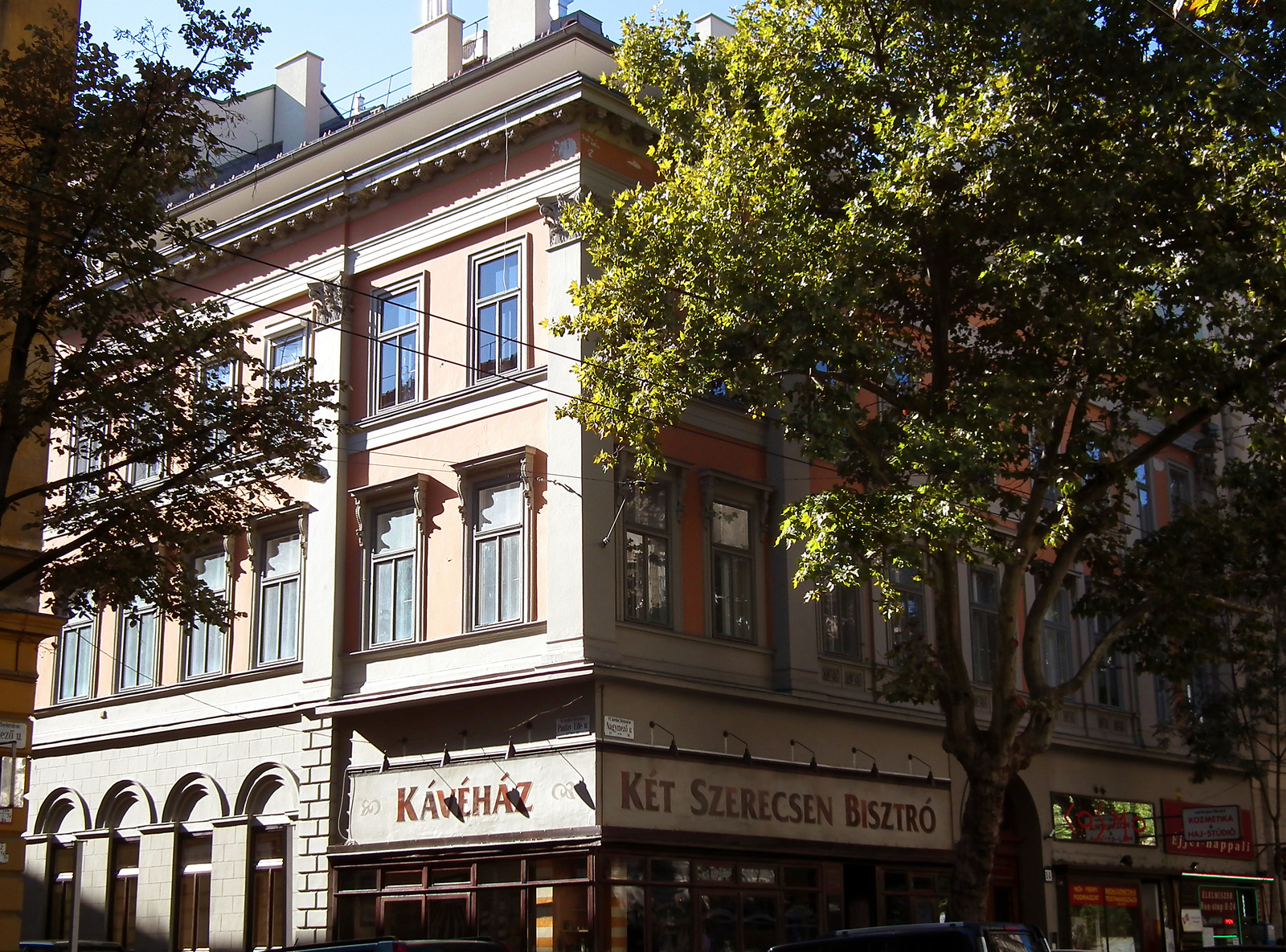
A 14-es szám alatti műemlék, 1830-ban épült klasszicista sarokház

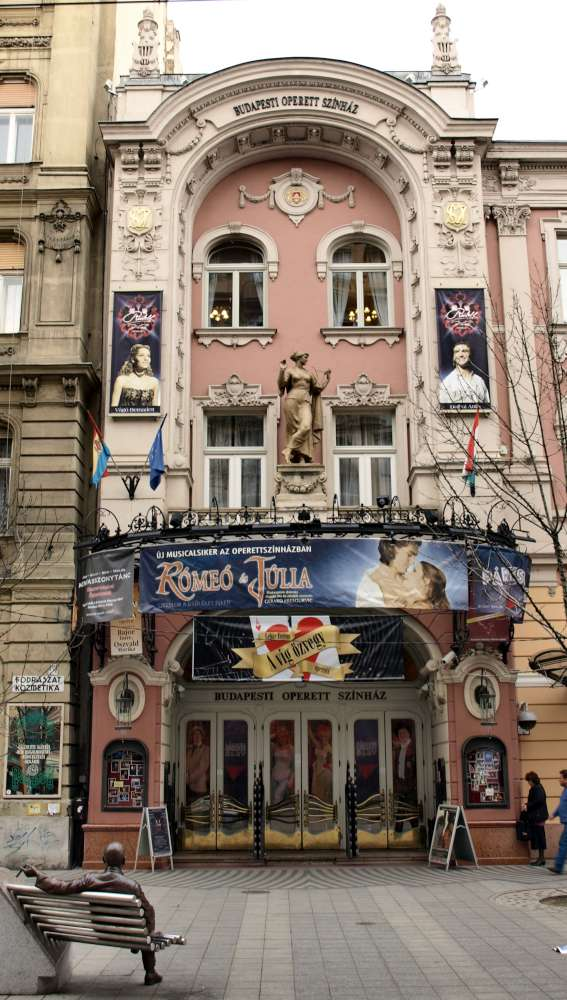
A Budapesti Operettszínház bejárata

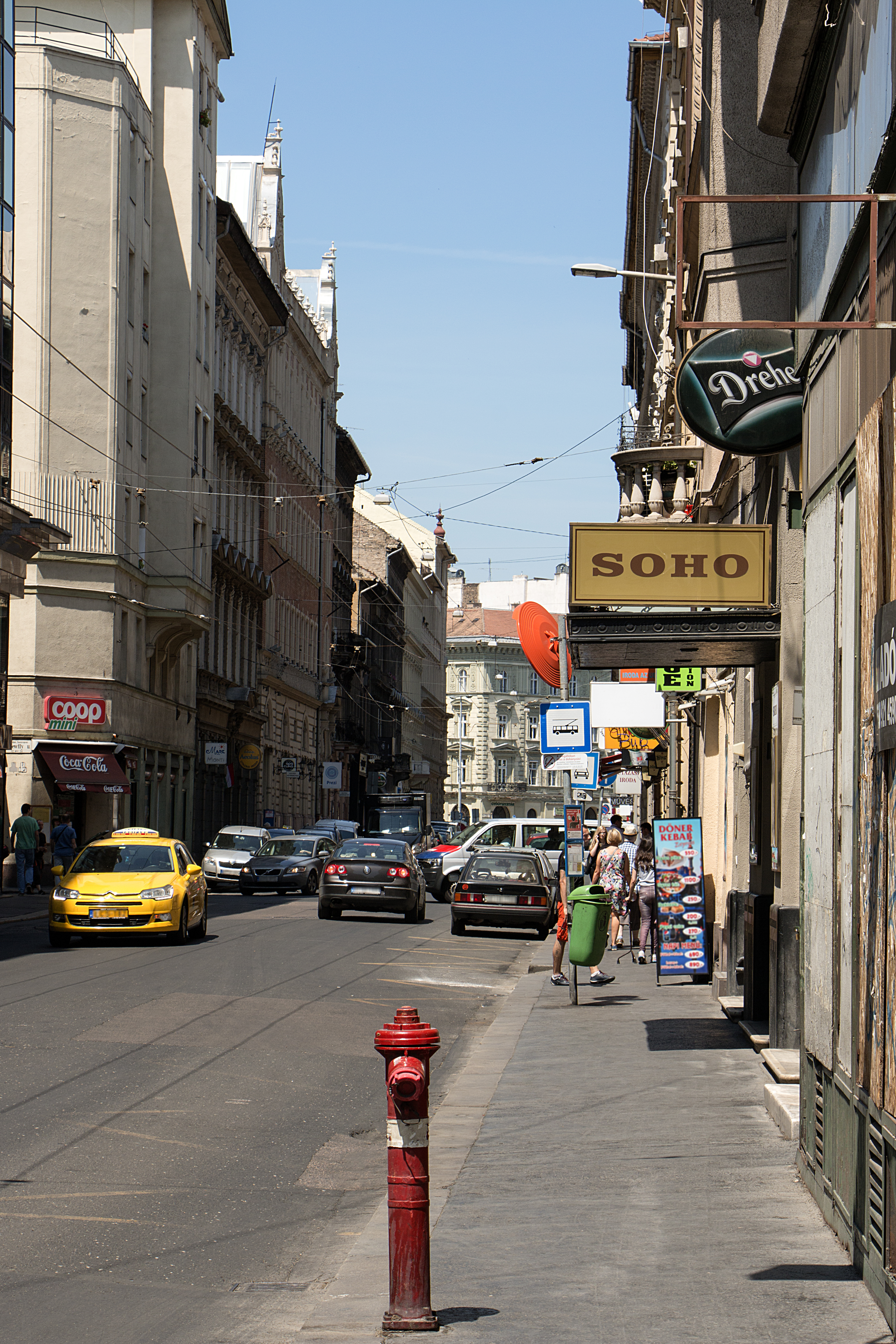
A Nagymező utca: 50-70. (bal oldal) és 31-53. (jobb oldal) - a Bajcsy-Zsilinszky út felé a Zichy Jenő utca sarkától

### 6.
A 6-os szám alatti kétemeletes, romantikus stílusú, 1860 körül épült lakóház,

### 12.
A 12. szám alatti kétemeletes, romantikus stílusú saroklakóház, udvarán klasszicista folyosórácsokkal, melyhez Wieser Ferenc kétemeletes toldalékot épített 1854-ben Munk Mária részére.

### 17.
A Nagymező utca 17-ben található az Operettszínház, 1923 óta.

### 14.
A 14. szám alatti épület egy kétemeletes, klasszicista saroklakóház 1830-ból. Középrizalitját és a széleket két emeletet átfogó falpillérek szegélyezik, kazettás főpárkánya van és az udvarán klasszicista rácsok.

### 22–24.
Az eredetileg bérház aljában a 20. század elején, Wabitsch Lujza építtetett mulatót, mely az épület sorsát meghatározta. Sorban váltották benne egymást az előadó-művészeti intézmények, hol lokál, hol színház, hol pedig mozi kapott benne helyet, hiszen például 1921-ben a Renaissance Színházat Sándy Gyula, a korszak neves építésze tervezte át mozivá a Radius Filmipari Rt. számára.
1913-tól a következő szórakoztató intézmények váltották egymást itt:
- Jardin d' Hiver (magyarul: Télikert) mulató és varietészínház 1913–1920
- Renaissance Színház 1921–1926
- Radius Filmszínház 1926–1944
- Vígszínház 1945–1949
- Ifjúsági Színház 1949–1954

Petőfi Színház (az ifjúság színháza) 1954–1960
- Petőfi Színház (musicalszínház) 1960–1962 bérelte
- Nemzeti Színház 1964–1966 bérelte
- Fővárosi Operettszínház 1966–1971 bérelte

Thália Színház 1971–1991
Arizona Színház 1991–1993
Művész Színház 1993–1995
Thália Színház 1995–től
Továbbá klubhelyiségében:
- Dorsay Parfümgyár
- Terézvárosi Kaszinó
- Rátkai Klub
- Mikroszkóp Színpad 1967–2012
- Mikroszínpad 2012-től (a Thália Színház kamaraterme)

### 54–56.
A Merkúr Palota a hajdani Budapesti (később Terézvárosi) Telefonközpont otthona. Balázs Ernő tervei alapján épült 1900-1903 között.